# Onychogale croissant
Onychogalea lunata
Espèce
Statut de conservation UICN

 EX  : Éteint
Statut CITES
L'Onychogale croissant ou wallaby à queue cornée ou waurong (Onychogalea lunata) est une espèce de marsupiaux, disparue dans les années 1950 mais reconnue disparue uniquement en 1982. Cette espèce de wallabies était relativement petite et très rare. Gould lui-même ne parvient pas à en observer un seul dans son habitat naturel tant il était déjà rare au XIXe siècle.
Le dernier témoignage de son existence, un spécimen qui n'aurait pas été préservé, remonte déjà à 1956. La dernière véritable preuve de son existence date de 1930, année lors de laquelle le dernier spécimen avait pu être collecté.

## À voir aussi
- Liste des espèces animales disparues